# Marek Foglar
Marek Foglar (* 25. července 1980) je český stavební inženýr a vysokoškolský pedagog. Působí jako docent na katedře betonových konstrukcí Fakulty stavební ČVUT v Praze a zároveň je od roku 2017 zaměstnán ve společnosti Metrostav. V Metrostavu působí jako oblastní ředitel pro Německo, řídil např. výstavbu mostu přes údolí Gottleuby v Pirně.
Studoval na německé střední škole. Vystudoval Fakultu stavební ČVUT v oboru Konstrukce a dopravní stavby, roku 2005 získal inženýrský titul, v roce 2008 dokončil doktorské studium. Docentem byl jmenován od 1. února 2014. Před prací v Metrostavu byl zaměstnán ve společnostech Mott MacDonald, Helika, SMP a Sudop Praha. Odborně se zaměřuje na chování betonu za výbuchu.
Je ženatý.